# Neck and Neck
Pour les articles homonymes, voir Neck and Neck (homonymie).
Neck and Neck est un album en duo de Chet Atkins et Mark Knopfler. Il a été enregistré le 9 octobre 1990 pour la Columbia. Le morceau Poor Boy Blues en a été le single et le clip. Cet album a gagné deux Grammy en 1991, le Grammy for Best Country Collaboration with Vocals et le Grammy for Best Country Instrumental Performance (pour So Soft Your Goodbye).

## Liste des morceaux
1. Poor Boy Blues (Paul Kennerley) – 4:03
2. Sweet Dreams (Don Gibson) – 3:25
3. There'll Be Some Changes Made (Billy Higgins, Benton Overstreet, paroles de Margaret Archer, Chet Atkins et Mark Knopfler) – 6:28
4. Just One Time (Gibson) – 4:12
5. So Soft, Your Goodbye (Randy Goodrum) – 3:18
6. Yakety Axe (Boots Randolph, James Rich, paroles de Merle Travis)-3:24
7. Tears (Stéphane Grappelli, Django Reinhardt) – 3:54
8. Tahitian Skies (Ray Flacke) – 3:18
9. I'll See You in My Dreams (Isham Jones, Gus Kahn) – 2:58
10. The Next Time I'm in Town (Mark Knopfler) – 3:22

## Musiciens
- Chet Atkins – guitare, chant
- Mark Knopfler – guitare, chant
- Steve Wariner – guitare
- Paul Franklin – dobro, guitare steel, pedabro
- Edgar Meyer – basse
- Floyd Cramer – piano
- Vince Gill – chœurs
- Mark O'Connor – fiddle, mandoline
- Guy Fletcher – batterie, basse, claviers
- Larrie Londin – batterie